# Подъём силой

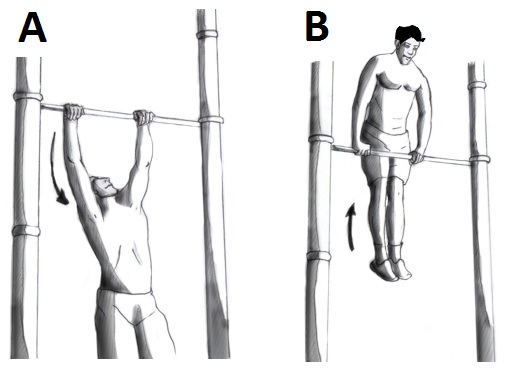
Этапы подъёма силой

Подъём си́лой. также вы́ход си́лой — сложное базовое многосуставное физическое упражнение с собственным весом для укрепления большинства мышц верхней части тела (рук, спины, груди, живота). Является одним из основных упражнений воркаута, кроссфита, спортивной гимнастики.

## Описание

Процесс выполнения

Подъём силой можно разделить на 3 этапа:
1. Подтягивание.
2. Поворачивание кистей рук вверх.
3. Отжимание вверх.

Упражнение может быть выполнено на гимнастических кольцах (наиболее сложный вариант, так как помимо физической подготовки требует баланса при выполнении), параллельных брусьях и на перекладине (наиболее простой вариант).

## Задействованные мышцы
В этом упражнении задействованы различные мышцы, в основном, мышцы рук, груди и спины. В подтягивании используется бицепс и широчайшая мышца спины, для переноса кистей и отжимания на перекладине используются трицепсы и мышцы груди.

## Мировые рекорды
- Наибольшее количество последовательных подъёмов силой на перекладине — 45 раз (2023) выполнено Сяо Линем. (Китай)[1].
- Наибольшее количество последовательных подъёмов силой на гимнастических кольцах — 18 раз (2020) выполнено Максимом Трухоновцом (Белоруссия)[2].